# Parestola hoegei
Parestola hoegei är en skalbaggsart som beskrevs av Stefan von Breuning 1943. Parestola hoegei ingår i släktet Parestola och familjen långhorningar. Inga underarter finns listade i Catalogue of Life.